# Патран, Афонсу
Афонсу да Круш Патран (порт. Afonso da Cruz Patrão; родился 3 февраля 2007, Эшпозенди, Португалия) — португальский футболист, нападающий клуба «Брага».

## Клубная карьера
Воспитанник команд «Мариньяш» и «Каза Бенфика», в 2019 году Патран присоединился к академии «Браги». 22 февраля 2025 года дебютировал за фарм-клуб «Брага B», выйдя на замену в матче Третьей лиги Португалии против «Вилаверденсе» и отличившись голевой передачей. 8 марта 2025 года вышел на замену в матче Примейра-лиги против «Порту», дебютировав за основную команду «Браги».

## Карьера в сборной
Выступал за сборные Португалии до 15, до 16 и до 18 лет.
Вместе со сборной Португалии до 17 лет дошёл до финала чемпионата Европы, забив на групповом этапе турнира по голу в ворота Англии и Франции.